# Music from The 3D Concert Experience
Music from The 3D Concert Experience ist der Name des ersten Soundtrack-Albums der US-amerikanischen Band Jonas Brothers. Es erschien am 24. Februar 2009 in Amerika und erreichte Platz 3 der Charts.

## Veröffentlichung und Promotion
Der Soundtrack wurde am 24. Februar 2009 in Amerika veröffentlicht, drei Tage vor dem Film. In Deutschland erschien er wenige Tage später, am 2. März 2009. Die Songs werden teilweise auch im Film gezeigt. Aufgenommen wurde das Album am 13. und 14. Juli 2008 während der Burnin’ Up Tour. Demi Lovato und Taylor Swift, welche auf dem Album zu hören sind, waren bei dieser als Opening Act beziehungsweise Gaststar dabei. Sie sangen jeweils ein Lied mit den Jonas Brothers.

## Titelliste
Auf dem Soundtrack sind ausschließlich Live-Songs zu finden, außer Lied Nummer 14. Aufgenommen wurde das Album während der Anaheim-Konzerte der Burnin’ Up Tour am 13. und 14. Juli 2008.
| #   | Titel                                | Songwriting                            | Länge |
| --- | ------------------------------------ | -------------------------------------- | ----- |
| 1.  | That’s Just the Way We Roll          | Jonas Brothers, William McAuley        | 4:06  |
| 2.  | Hold On                              | Jonas Brothers                         | 2:47  |
| 3.  | BB Good                              | Jonas Brothers, John Taylor            | 4:15  |
| 4.  | Video Girl                           | Jonas Brothers                         | 3:03  |
| 5.  | This Is Me (mit Demi Lovato)         | Julie Brown, Paul Brown, Regina Hicks  | 3:23  |
| 6.  | Hello Beautiful                      | Jonas Brothers                         | 3:14  |
| 7.  | Pushin’ Me Away                      | Jonas Brothers                         | 3:39  |
| 8.  | Should’ve Said No (mit Taylor Swift) | Taylor Swift                           | 4:06  |
| 9.  | I’m Gonna Getcha Good                | Robert John „Mutt“ Lange, Shania Twain | 4:01  |
| 10. | S.O.S.                               | Nick Jonas                             | 2:32  |
| 11. | Burnin’ Up                           | Jonas Brothers                         | 5:42  |
| 12. | Tonight                              | Jonas Brothers, Greg Garbowsky         | 3:30  |
| 13. | Live to Party                        | Jonas Brothers                         | 3:08  |
| 14. | Love Is On Its Way (Studioaufnahme)  | Jonas Brothers, Kevin Jonas Sr.        | 3:44  |

## Rezeption

### Chartplatzierungen
Der Soundtrack konnte sich nicht in den deutschen Charts platzieren. 
| ChartsChartplatzierungen       | Höchstplatzierung | Wochen |
| ------------------------------ | ----------------- | ------ |
| Vereinigte Staaten (Billboard) | 3 (14 Wo.)        | 14     |

### Auszeichnungen für Musikverkäufe
In Brasilien erhielt er eine goldene Schallplatte für 30.000 verkaufte Einheiten.
| Land/Region     | Auszeichnungen für Musikverkäufe (Land/Region, Auszeichnung, Verkäufe) | Verkäufe |
| --------------- | ---------------------------------------------------------------------- | -------- |
| Brasilien (PMB) | Gold                                                                   | 30.000   |
| Insgesamt       | 1× Gold ·                                                              | 30.000   |

Hauptartikel: Jonas Brothers/Auszeichnungen für Musikverkäufe